# Tasmanocypris
Tasmanocypris is een geslacht van kreeftachtigen uit de klasse van de Ostracoda (mosselkreeftjes).

## Soorten
- Tasmanocypris dartnalli Mckenzie, 1979
- Tasmanocypris dietmarkeyseri (Hartmann, 1979)
- Tasmanocypris eurylamella McKenzie, Reyment & Reyment, 1991 †
- Tasmanocypris setigera (Brady, 1880) Mckenzie, 1979
- Tasmanocypris westfordensis (Benson & Maddocks, 1964) Maddocks, 1992